# Солис, Джон (легкоатлет)
Джон Александе́р Соли́с Моске́ра (исп. Jhon Alexander Solís Mosquera; род. 24 июня 1993, Сарсаль) — колумбийский легкоатлет, специалист по бегу на короткие дистанции. Выступает за сборную Колумбии по лёгкой атлетике с 2011 года, чемпион Панамериканских игр, победитель и призёр первенств Южной Америки, действующий рекордсмен страны в эстафете 4 × 400 метров, участник летних Олимпийских игр в Токио.

## Биография
Джон Солис родился 24 июня 1993 года.
Впервые заявил о себе в лёгкой атлетике на международном уровне в сезоне 2011 года, когда вошёл в состав колумбийской национальной сборной и выступил на юниорском южноамериканском первенстве в Медельине, где выиграл серебряную медаль в зачёте эстафеты 4 × 400 метров.
В 2014 и 2015 годах на соревнованиях в Медельине установил свои личные рекорды в беге на 100 и 200 метров — 10,87 и 21,05 соответственно.
В 2017 году в эстафете 4 × 400 метров одержал победу на чемпионате Южной Америки в Асунсьоне, выступил на чемпионате мира в Лондоне.
На Южноамериканских играх 2018 года в Кочабамбе бежал 400 метров, но в финал не вышел.
В 2019 году отметился выступлением на чемпионате мира по легкоатлетическим эстафетам в Иокогаме, победил в эстафете на Панамериканских играх в Лиме, с ныне действующим национальным рекордом Колумбии 2:59,50 занял четвёртое место на чемпионате мира в Дохе.
Благодаря череде удачных выступлений удостоился права защищать честь страны на летних Олимпийских играх 2020 года в Токио — в эстафете 4 × 400 метров с результатом 3:03,20 не смог преодолеть предварительный квалификационный этап.